# Potter Stewart

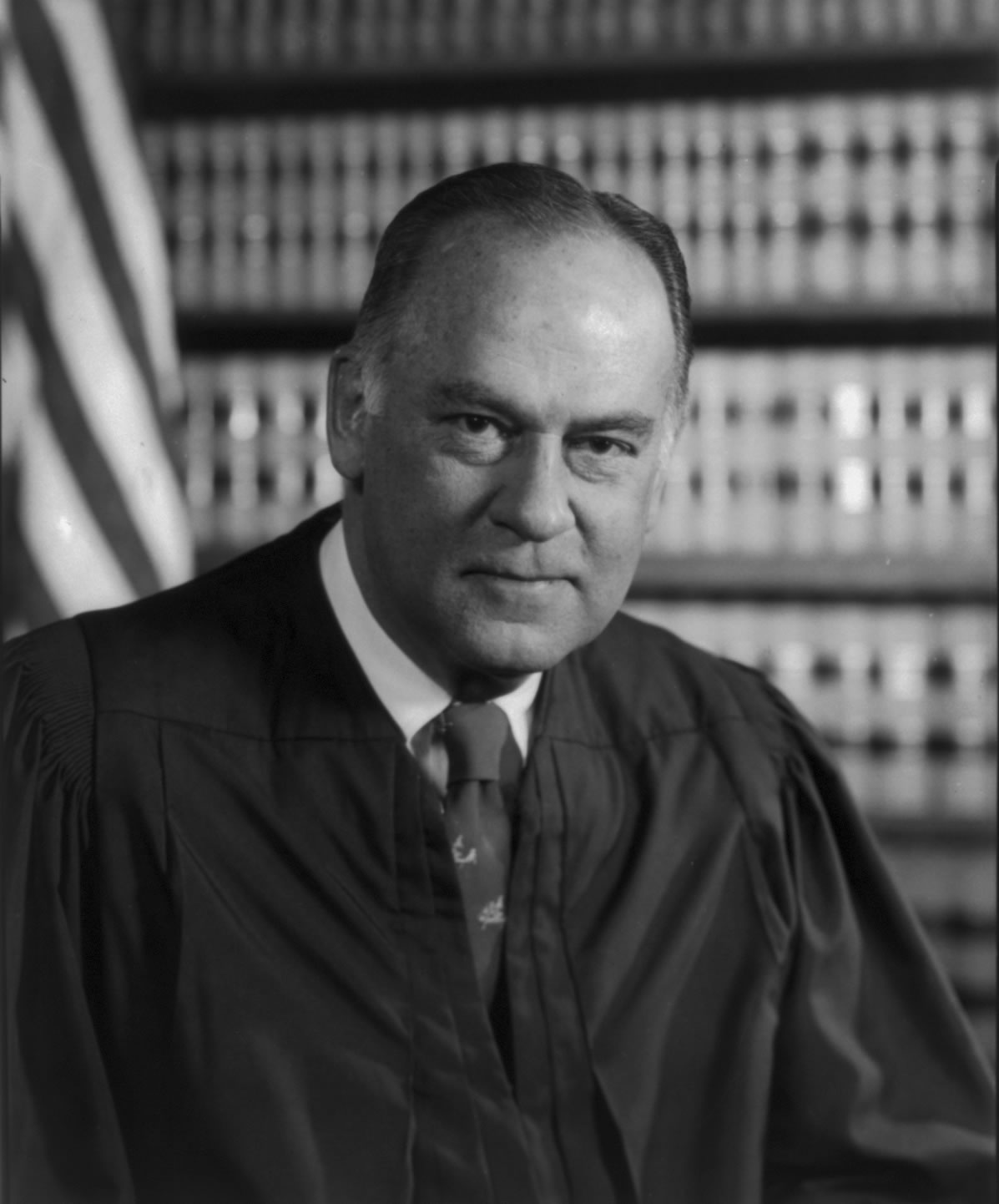
Potter Stewart (1976)

Vizepräsident George H. W. Bush und Potter Stewart (1985)

Potter Stewart (* 23. Januar 1915 in Jackson, Michigan; † 7. Dezember 1985 in Hanover, New Hampshire) war ein US-amerikanischer Jurist und von 1958 bis Juli 1981 beisitzender Richter am Obersten Gerichtshof der Vereinigten Staaten.

## Leben und Wirken
Potter Stewart wurde als einziger Sohn von James G. Stewart und Harriet Loomis Potter geboren. Sein Vater war ein prominentes Mitglied der Republikanischen Partei, bekleidete sieben Jahre das Amt des Bürgermeisters in Cincinnati (Ohio) und war Richter am Obersten Gerichtshof von Ohio (Supreme Court of Ohio).

### Privates
Im Jahre 1943 heiratete er Mary Ann Bertels und verband das Ereignis mit einer Zeremonie in der Bruton Episcopal Church in Williamsburg (Virginia); sein Bruder, Zeph Stewart (ein Initiierter des Skull & Bones-Ordens) war dabei der best man, der Trauzeuge, der bei der Ausrichtung der Hochzeit eine wesentliche Rolle spielt. Stewart war Gründungsmitglied des America First Committee, einer isolationistischen Bewegung, die 1940/41 die Teilnahme der USA am Zweiten Weltkrieg zu verhindern suchte. Im Krieg diente er als US-Marine-Reservist (US Naval Reserve) an Bord von Öltankern.

### Ausbildung und beruflicher Werdegang
Nach seinem High-School-Abschluss 1933 auf der Hotchkiss School studierte er an der Yale University. Im Jahre 1937 schloss er mit den Bachelorexamen und 1941 mit dem Masterexamen in Rechtswissenschaft ab. 1937 wurde er auch in die Studentenverbindung Skull & Bones aufgenommen. Daneben arbeitete er als Vorsitzender bei der Studentenzeitung The Yale Daily News und war Herausgeber des Yale Law Journals. Während seiner Zeit in Yale ist er auch in die Bruderschaft Phi Delta Phi eingetreten. Diese Organisation führt in ihrem Mitgliedsverzeichnis einige bekannte Persönlichkeiten auf, wie etwa Gerald Ford, Peter H. Dominick, Walter Lord, William Scranton, Sargent Shriver, Cyrus Vance und Byron White. Letzterer ist sein Kollege am Obersten Gerichtshof gewesen. In ein privates Angestelltenverhältnis trat er bei der privaten Rechtsanwaltskanzlei Dinsmore & Shohl, LLP in Cincinnati und 1959, im Alter von 39 Jahren, wurde er schließlich als Richter an das Berufungsgericht des sechsten Bezirks berufen.

### Berufung an das Supreme Court der USA
Im Jahre 1958 berief US-Präsident Dwight D. Eisenhower Stewart für den in Pension tretenden Richter Harold Hitz Burton an den Obersten Gerichtshof der Vereinigten Staaten. Associate Justice Stewart neigte während seiner Amtszeit am Gerichtshof stets zu moderaten Positionen, so z. B. bei seiner Zustimmung zum Urteil im Fall Furman gegen Georgia (1972), welches alle Gesetze zur Todesstrafe außer Kraft setzte; ebenso vier Jahre später, im Fall Gregg gegen Georgia, welcher in zweiter Instanz die revidierte Gesetzgebung zur Todesstrafe bestätigte und von der Mehrheit der amerikanischen Bundesstaaten übernommen wurde. – Stewart vertrat eine andere Ansicht als das Urteil im Falle Griswold gegen Connecticut (1965), welches das gesetzliche Verkaufsverbot von empfängnisverhütenden Mitteln mit der Begründung des Rechts auf Privatsphäre außer Kraft setzte, indem er argumentierte, dass dieses Recht im 14. Verfassungszusatz nicht zu finden sei. Aber er änderte seine Meinung und war die treibende Kraft in der Entscheidung  Roe gegen Wade (1973), welche das Recht auf Abtreibung unter dem Recht auf Privatsphäre anerkannte. Stewart schrieb hierzu eine Einverständniserklärung, in der er die Rechtsprechung des Fall Griswold akzeptierte.
Für die breitere Öffentlichkeit mag Stewart durch ein Zitat, oder einem Fragment daraus, besonders bekannt geworden sein, das in dem Fall Jacobellis gegen Ohio (1964) gefallen ist. Stewart schrieb in seiner kurzen Einverständniserklärung, dass „hard-core pornography“ schwer zu definieren sei, aber (frei übersetzt) „ich erkenne sie, wenn ich sie sehe […]“.
Stewart verblieb an dem Gerichtshof bis zu seiner Pensionierung im Alter von 66 Jahren. Seine Nachfolge trat Sandra Day O’Connor, die erste Frau am Supreme Court, an.

### Ruhestand und Tod
Nach seiner Pensionierung tauchte er in verschiedenen Sendungen des öffentlichen Fernsehens auf, z. B in speziellen Folgen (z. B. mit Fred W. Friendly), die Fragen über die Verfassung der Vereinigten Staaten behandeln.
Potter Stewart starb im Alter von 70 Jahren am 7. Dezember 1985 an einem Herzinfarkt. Er liegt auf dem Arlington National Cemetery begraben.